# اکلاپور
اکلاپور (به انگلیسی: Achalapur) در هند است که در کارناتاکا واقع شده‌است.